# جونگ‌سوب (خواننده)
کیم جونگ-سوب (کره‌ای:김종섭؛ زادهٔ ۱۹ نوامبر ۲۰۰۵) که همچنین با نام هنری جونگ‌سوب شناخته می‌شود، رپر و خوانندهٔ اهل کره جنوبی است. او یکی از اعضای گروه پسرانه پی‌وان‌هارمونی است.
او در سال ۲۰۱۶ در ستاره کی‌پاپ ۶ شرکت کرد و برنده شد. بعد از برنده شدن، او به وای‌جی انترتینمنت پیوست و تا سال ۲۰۱۹ آنجا ماند. سپس در سال ۲۰۲۰ به اف‌ان‌سی انترتینمنت پیوست.